# Strandbad Feldafing
Das Strandbad Feldafing ist eine historische öffentliche Badeanstalt aus den 1920er Jahren in Feldafing, die heute zu den 16 denkmalgeschützten Freibädern in Bayern gehört. Das Strandbad blieb seit seiner Einweihung 1927 bis heute nahezu unverändert und ist einzigartig in seiner Architektur.

## Lage
Das Strandbad Feldafing befindet sich im Gemeindegebiet Feldafing. Unmittelbar nördlich davon verläuft die Grenze zur Nachbargemeinde Pöcking (Ortsteil Possenhofen).

## Entstehung
Die alte zum Hotel Strauch, dem späteren Hotel Kaiserin Elisabeth, gehörende Badeanstalt in Feldafing, entsprach nicht mehr den modernen, gesellschaftlichen Anforderungen. Da den Menschen mit Beginn der Weimarer Republik mehr Freizeit zur Verfügung stand und sich damit verbunden ein neues Lebensgefühl einstellte, kamen in den 1920er Jahren Freibadeanstalten zunehmend in Mode. Zu dieser Zeit plante die Gemeinde Feldafing kein Massenbad, sondern ein besonderes Bad, das ihrem Ehrentitel „Perle am See“ gerecht wird und ihrem Ruf als Fremdenverkehrs- und Erholungsort bestärkt.

## Baugeschichte

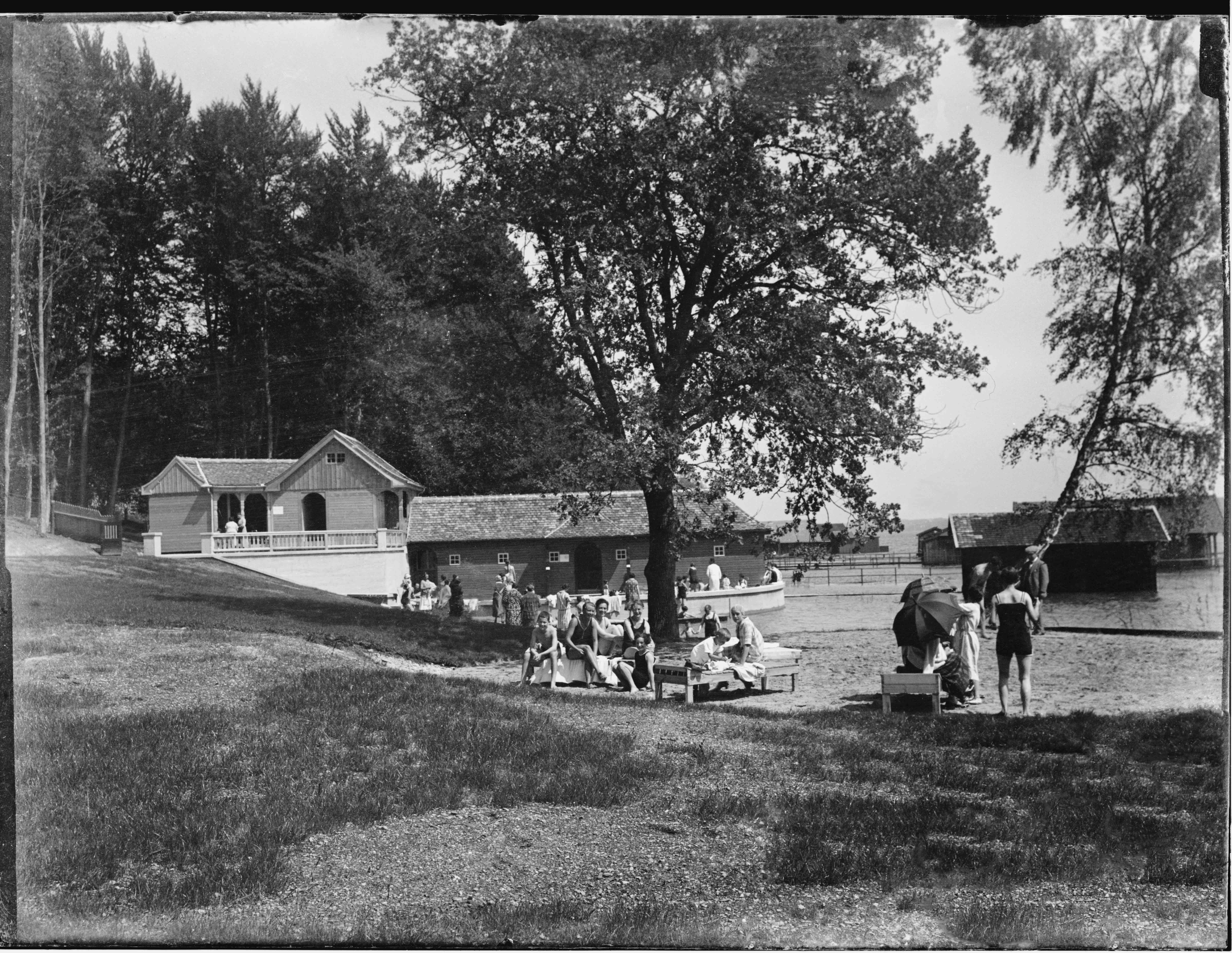
Erster Bauabschnitt 1926 im Norden: Das Herrenbad

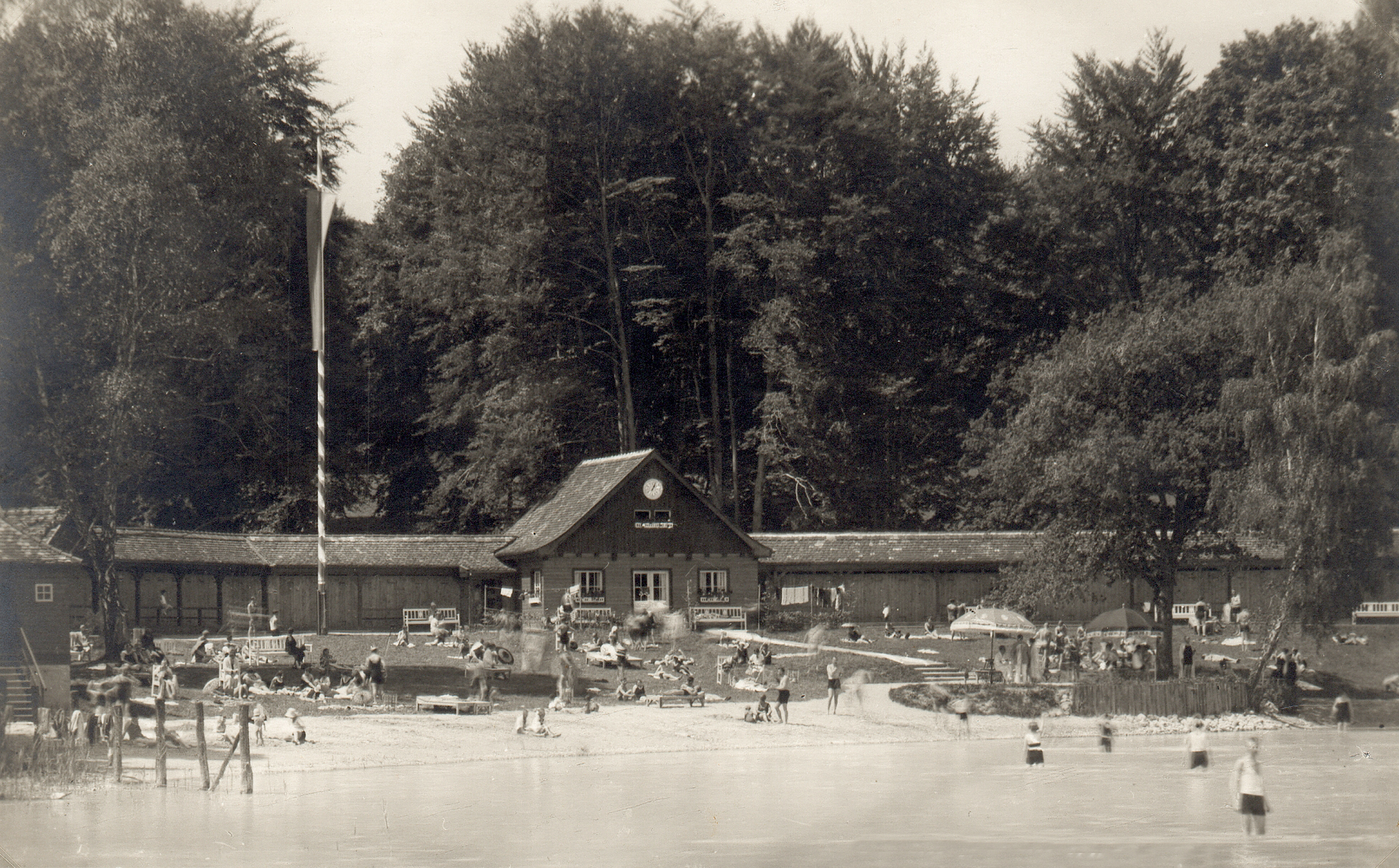
Strandbad Feldafing um 1930

Die Gemeinde Feldafing hatte den Baugrund, der am nördlichen Ende des Lenné-Parks liegt, bereits im Jahr 1914 vom Haus Wittelsbach erworben.
Der Erste Weltkrieg sowie die Inflation von 1923 verhinderten zunächst einen Baubeginn, so dass dieser erst 1926 erfolgen konnte. Die ersten Pläne des Münchner Architekten Joseph Mayr stammen aus dem Jahr 1914 und zeigen einen Holzbau, der auf Stelzen ins Wasser gebaut ist. Im Jahr 1924 fertigte der Architekt Fritz August Breuhaus ein Aquarell an, das einen nicht durchgeführten Entwurf zeigt.
Im Jahr 1926 bekam der Feldafinger Baumeister Engelbert Knittl von der Gemeinde den Auftrag, eine Badeanstalt zu planen und erbauen. Unter der Mitarbeit der Feldafinger Schreinerwerkstätten Floßmann sowie den ortsansässigen Gewerken erfolgte 1926 der erste Bauabschnitt im Norden, das sogenannte Herrenbad, das bereits im gleichen Jahr genutzt werden konnte. Im Jahr 1927 wurde der zweite Bauabschnitt im südlichen Teil fertiggestellt, das Damenbad. Das nach Geschlechtern getrennte Bad hatte im Mittelteil ein Wärterhaus, welches heute als Gastronomie genutzt wird. Das für den Bademeister geschaffene Wärterhaus diente unter anderem als Kasse und zur Wäscheausgabe. Einige Renovierungs- und Umbauarbeiten erfolgten wie 1958 der Wohnungsanbau für den Pächter Lorenz Kalb, 1970 die Sanierung der Sanitäranlagen sowie 1973 die Erweiterung der Wirtschaftsgebäude. Im vorderen Bereich zum See gab es jeweils für Damen und Herren getrennte Rasenflächen zum Liegen, wobei man sich, bereits auf frühen Bildern erkennbar, nicht an die Geschlechtertrennung hielt, in der Mitte ein Rondell sowie am Uferstreifen einen Bereich, der mit Sand aufgefüllt war, der zu damaliger Zeit etwas ganz Besonderes darstellte.
Der sandige Strand misst 100 Meter Länge und 50 Meter Breite. Die Ausstattung ist sehr gediegen und der Umgebung angepasst. Bunte Strandschirme, Eiche und Birke spenden Schatten und verschönern das Bild. Ein großer Bereich im seichten Gefälle ist für Nichtschwimmer bereitgestellt, zwei Vergnügungsflöße sind hierin verankert, den Schwimmern steht außerdem noch eine Sprungbrücke mit 2 Brettern zur Verfügung. Die von allen Seiten mit Begeisterung aufgenommene Eröffnung fand am 9. Juni 1927 in Anwesenheit der Behörden und der Presse statt:
So entstand ein hübsches, in seiner architektonischen Anlage glücklich gelöstes Strandbad, das sich in einer Ausdehnung von 100 Metern und 50 Metern Tiefe an die von Forsthaus am See her rührende Promenade anschließt. Das Bad selbst birgt 150 Kabinen und zwei größere Auskleideräume, bietet also bequem 300 Personen gleichzeitige Benützungsgelegenheit. Da keine Tageskarten ausgegeben werden (3 stündige Badezeit), können an Sonntagen 2-3000 Personen abgefertigt werden. Rühmend muss als vorbildlich anerkannt werden, dass die Gemeinde den Mut zu diesen Opfern aufbrachte, stellen sich doch die Ausgaben auf 80.000 Mark, eine für das kleine Feldafing gewiss ansehnliche Summe.
Im Anschluss an die Besichtigung des neuen Strandbads fand ein Empfang auf der Sommerterrasse des Prachthotels „Kaiserin Elisabeth“ statt, zu dem der Hotelier Georg Kraft geladen hatte. Die Gäste überquerten dabei den erst kürzlich eröffneten Golfclub Feldafing, der zu damaliger Zeit der erste Golfclub in Südbayern war.
Am 20. Mai 1927 verabschiedete der Gemeinderat Feldafing eine offizielle gemeindliche „Bade-Ordnung“ für das Strandbad, die Verhaltensregeln, Eintrittspreise, Badezeiten, Wäscheleihgebühren sowie einen Kleiderordnung vorschrieb.
Im Jahr 2019 entschloss sich die Gemeinde Feldafing zusammen mit dem 2017 gegründeten "Verein zur Förderung und Erhaltung des Strandbads Feldafing" zu einer denkmalgerechten Sanierung. Die geschätzten Kosten für die große Strandbad-Sanierung übersteigt massiv die kommunale Finanzplanung. Deshalb beschließt der Feldafinger Gemeinderat im März 2023 einstimmig nach Einsparmöglichkeiten zu suchen.

## Ausstellungen
- Bürgersaal im Rathaus Feldafing (8. – 30. Juni 2016) und Bayerische Architektenkammer, Haus der Architektur (30. Januar 2018 – 2. März 2018): Alte und neue Architektur am Starnberger See – Feldafing (Kuratoren: KMV/WK)